# Barokní areál Vraclav
Barokní areál Vraclav je soubor staveb bývalého poutního místa a lázní u pramene Vraclavka, který se nachází v místní části Svatý Mikuláš obce Vraclav. Tvoří ho kostel svatého Mikuláše, lázeňský dům a poustevna. Areál je součástí Regionálního muzea ve Vysokém Mýtě. Všechny tři stavby jsou zároveň kulturními památkami.

## Historie
Historie místa je spojena s údajně léčivým pramenem, který vyvěrá ve stráni. V 17. století postavil nad pramenem zdejší farář Mikuláš, jemuž prý voda pomohla od neduhů, malou kapličku. V roce 1664 došlo k zázračnému uzdravení schromlého nožíře z Vysokého Mýta. Již v roce 1692 stála poblíž pramene poustevna a v roce 1696 byl vybudován dřevěný dům pro poutníky, který později nahradila lázeňská budova. Lázně byly založeny v roce 1711 nebo (podle jiných zdrojů) v roce 1719. Na místě kapličky byl v letech 1724-1726 postaven barokní kostel.
Lázně zažívaly největší rozkvět kolem roku 1850 pod vedením doktora Buchara. V roce 1880 byla lázeňská budova poškozena požárem, provoz byl obnoven v roce 1891, ale původní prosperity již lázně nedosáhly a postupně chátraly, i když ještě v roce 1920 zde probíhala vodoléčba podle Kneippovy metody. V roce 1925 je zdejší voda zmiňována jako vhodná pro pitné kůry - pro léčbu revmatismu a nervových nemocí. Lázeňská budova později sloužila jako hostinec.
Celý areál prošel rekonstrukcí v letech 1976-1986.

## Popis
Kostel sv. Mikuláše stojí na terase s dvouramenným schodištěm. Jednolodní barokní stavba se dvěma nízkými věžemi v průčelí je dílem pražského architekta Carla Antonia Canevalla. Poustevna zvaná Fráterka výše ve stráni je menší roubená stavba s dřevěnou vížkou. Rekonstruovaná lázeňská budova je jednopatrová, s dřevěnou otevřenou verandou při boční straně. Pramen je vyveden do kašny níže pod kostelem.

## Muzejní expozice
V odsvěceném kostele umístilo muzeum expozici barokních plastik pocházejících z bývalé křížové cesty vedoucí z Králík ke klášteru na Hoře Matky Boží poblíž Hedče. Jde o osm sousoší v mírně nadživotní velikosti, které vytvořil neznámý řezbář před rokem 1740, snad žák Matyáše Bernarda Brauna. Stálá expozice v budově bývalých lázní nese název Tisíciletá Vraclav. Dějiny obce v obrazech.

## Galerie

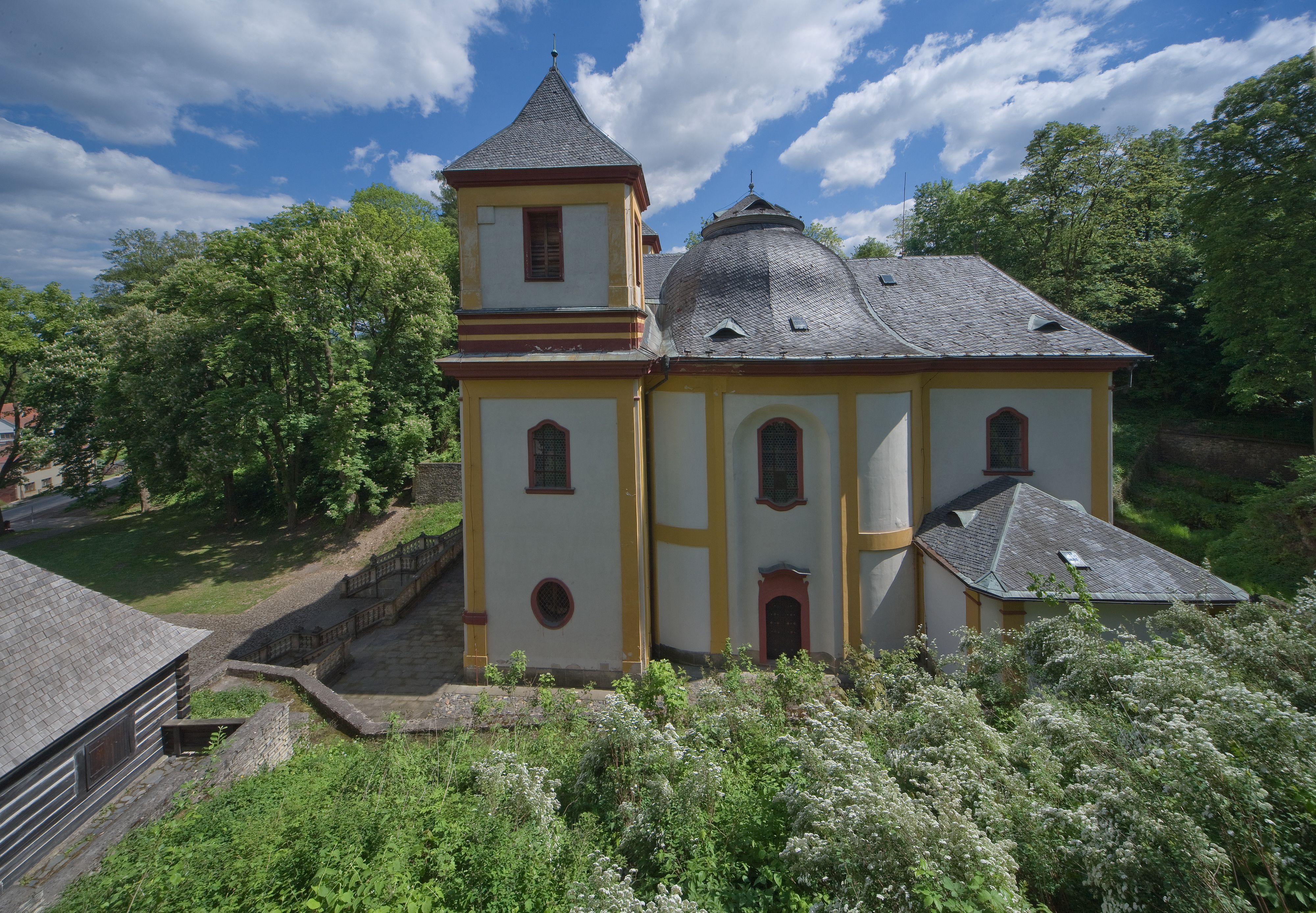
Kostel sv. Mikuláše
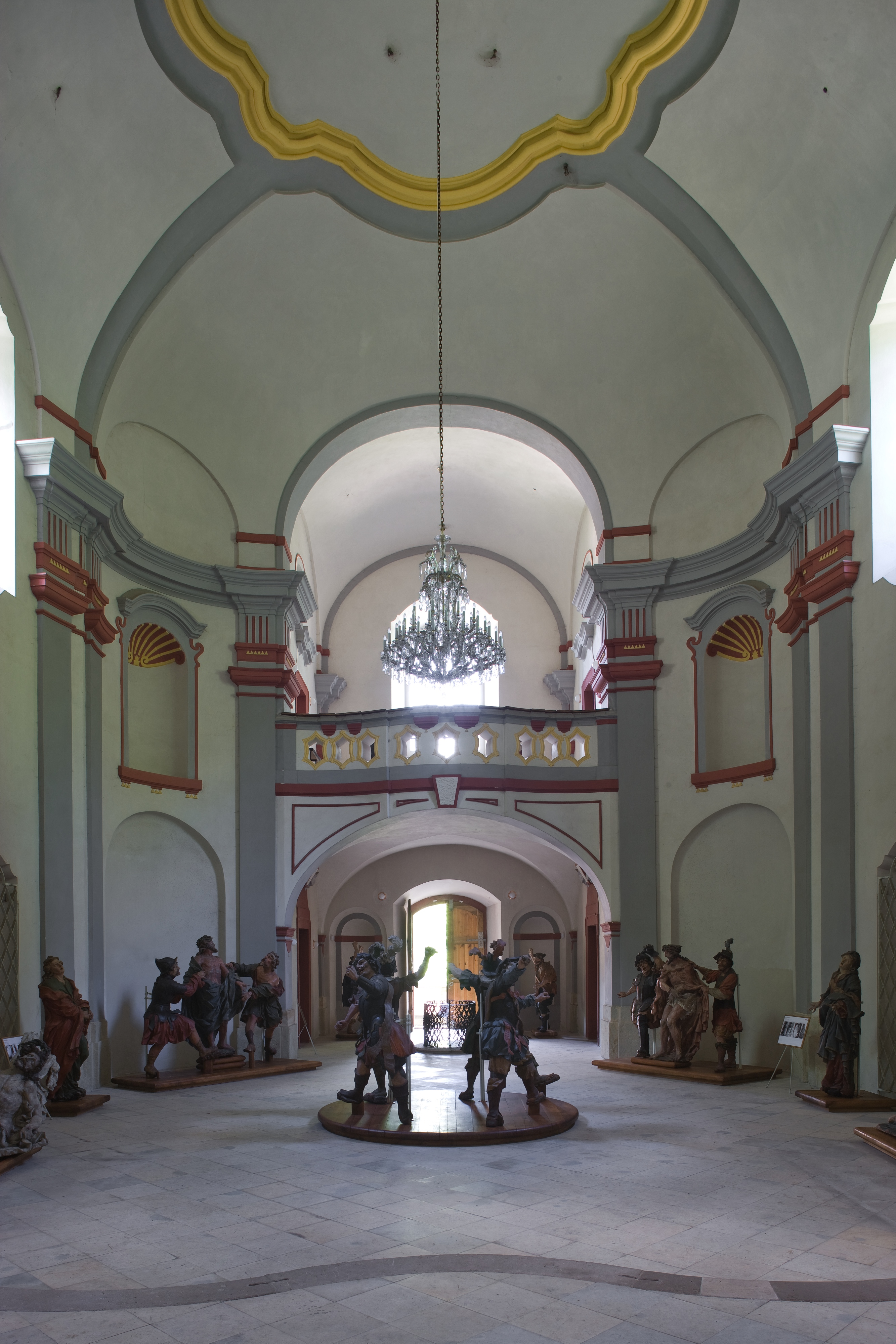
Interiér kostela
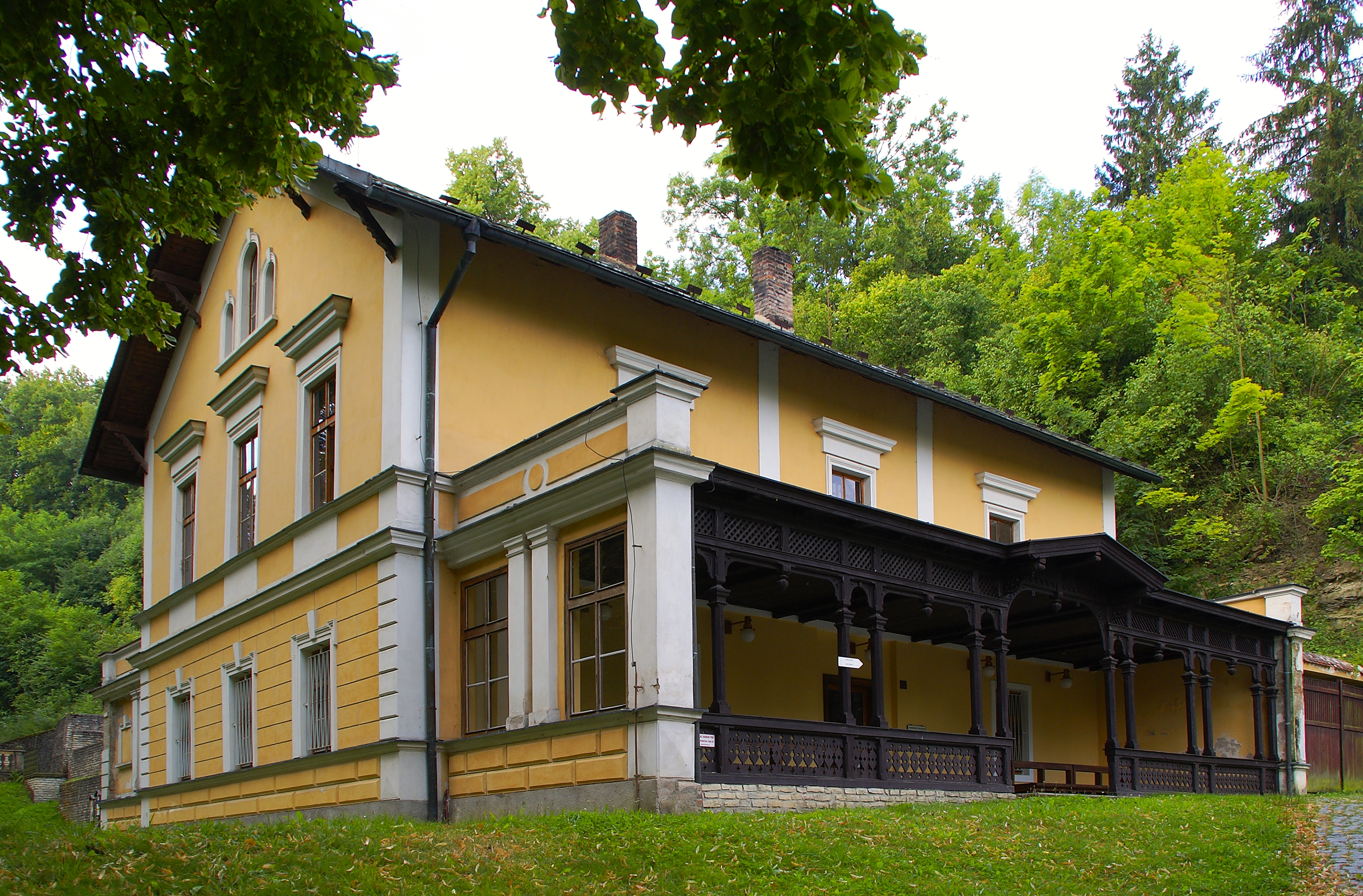
Bývalé lázně
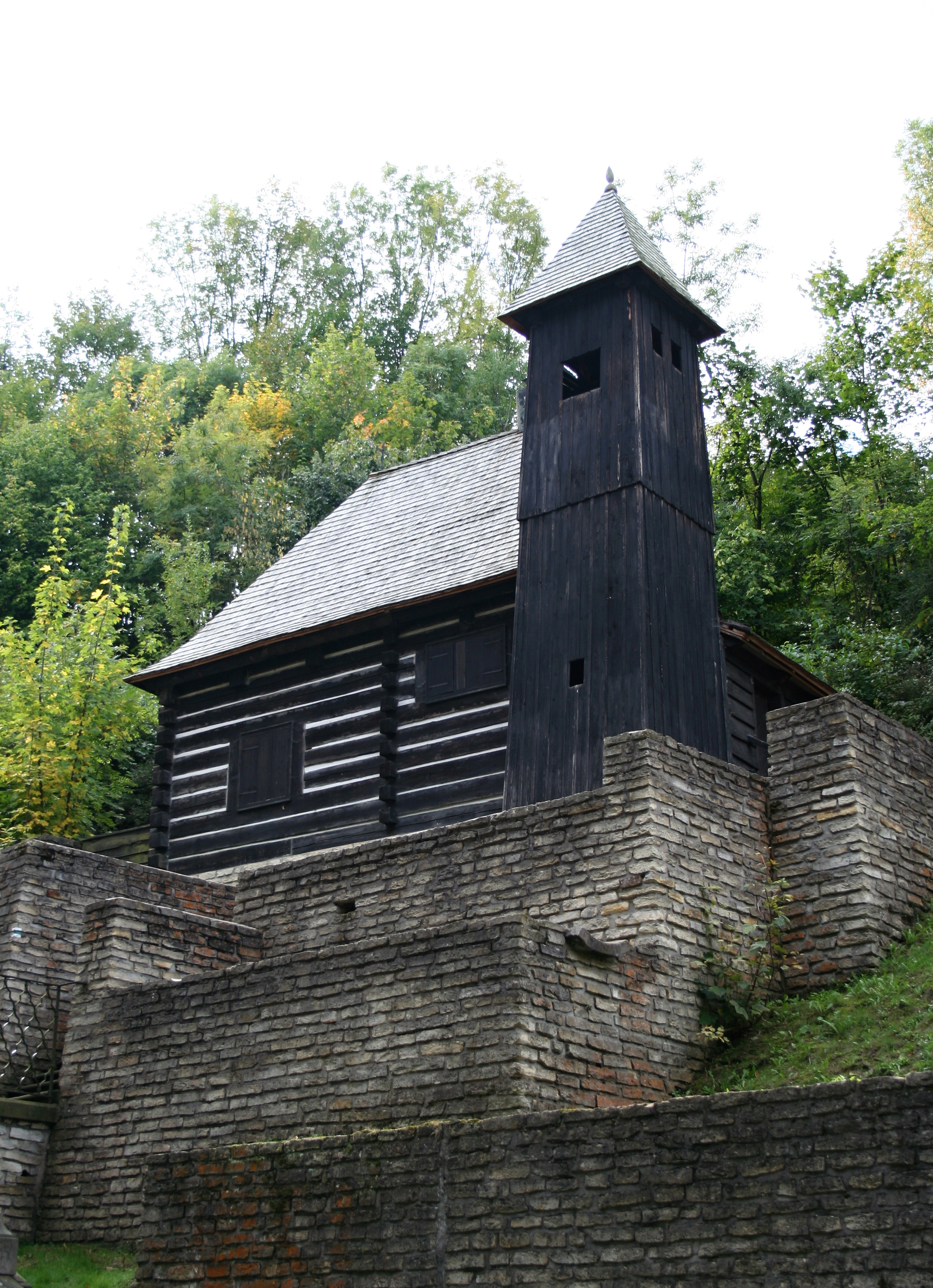
Fráterka
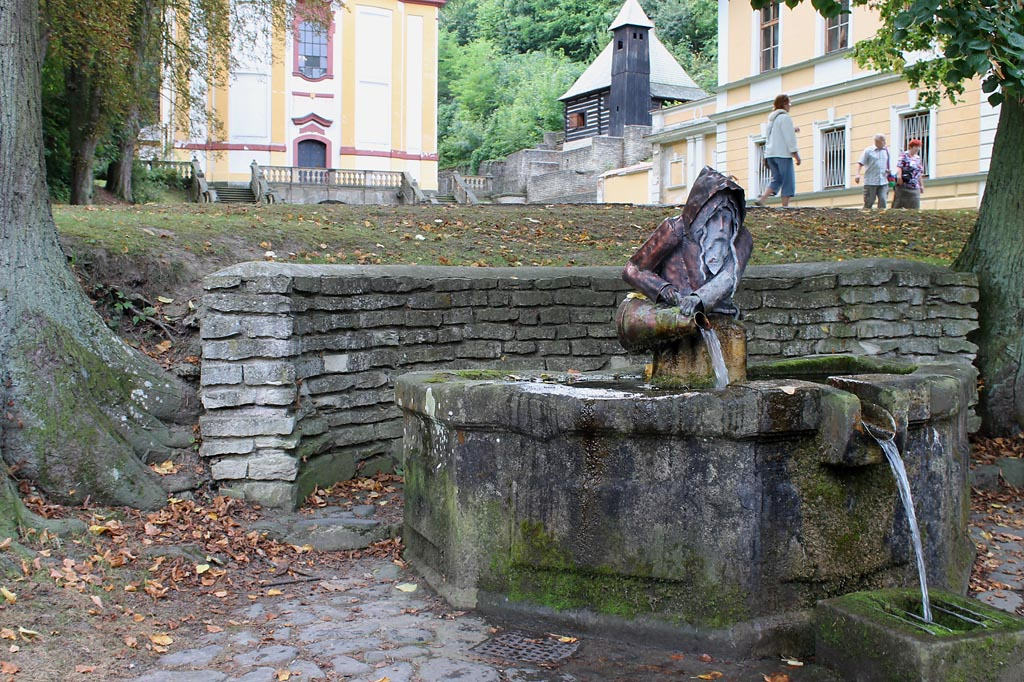
Kašna